# Dubodiel
Dubodiel je naseljeno mjesto u okrugu Trenčín u  Trenčínskom kraju u Slovačkoj.

## Stanovništvo
| Godina:     | 1993. | 2003.   | 2013.   | 2023.   |
| ----------- | ----- | ------- | ------- | ------- |
| Broj ljudi: | 889   | 917     | 942     | 1023    |
| Razlika:    |       | +3,14 % | +2,72 % | +8,59 % |

| Godina:     | 2022. | 2023.   |
| ----------- | ----- | ------- |
| Broj ljudi: | 1015  | 1023    |
| Razlika:    |       | +0,78 % |

Prema podacima o broju stanovnika iz 2023. godine naselje je imalo 1023 stanovnika.

## Vanjske poveznice
|  | Zajednički poslužitelj ima još gradiva o temi Dubodiel |

- Službena stranica naselja (sl.)